# Server Side Scripting
Server Side Scripting ist eine Technik der Webentwicklung, bei der die Antwort für Anfragen (meist HTTP-Anfragen) dynamisch durch ein Computerprogramm auf dem Webserver erzeugt wird. Die Antwort ist zum Beispiel ein HTML-Dokument oder ein JSON-Objekt. Beim Server Side Scripting werden oft Skriptsprachen eingesetzt, der Begriff ist jedoch nicht auf Skriptsprachen beschränkt. Eine alternative Technik ist das Client Side Scripting, bei der ein Programm nur auf dem Client ausgeführt wird.

## Geschichte und Entwicklung
In der Anfangszeit des Webs wurde Server Side Scripting häufig über das Common Gateway Interface realisiert unter Verwendung einer Kombinationen von Perl-Scripts, Shellskripts und binären Programmen, welche häufig in C geschrieben wurden. Diese Scripts und Programme wurden durch das Betriebssystem ausgeführt und lieferten nur ihre Ausgabe zurück an den Webserver.
Heute können die Skriptsprachen häufig unter Verwendung von Zusatzmodulen, wie z. B. mod php oder mod perl direkt im Web Server ausgeführt werden.
Es gibt Webserver, wie z. B. Apache Tomcat, welche auf das Ausführen von serverseitigen Programmen spezialisiert sind und sogar extra zu diesem Zweck entwickelt wurden.

## Server Side Rendering
Server Side Rendering ist ein häufiger Einsatz von Server Side Scripting und bezeichnet die dynamische Erzeugung eines HTML-Dokuments auf dem Webserver. In der Regel wird das HTML-Dokument an den Webbrowser gesendet und dort angezeigt. Dabei ist kein Client Side Scripting notwendig, d. h. der Client benötigt keine JavaScript-Unterstützung. Dies ist zum Beispiel wichtig, wenn Suchmaschinen die Inhalte lesen können sollen. Server Side Rendering ist eine mögliche Umsetzung für dynamische Webseiten und Webanwendungen. Eine alternative oder ergänzende Technik ist das Client Side Rendering, bei der die HTML-Elemente per JavaScript auf dem Client erzeugt werden.

## Programmiersprachen
Verbreitete Programmiersprachen beim Server Side Scripting sind (in alphabetischer Reihenfolge):
- Go – kompilierbare Allzweckprogrammiersprache von Google
- Java – z. B. mit Jakarta Server Pages (JSP)
- JavaScript – kann z. B. mit Node.js auch serverseitig genutzt werden
- Perl – erste Skriptsprache, die weite Verbreitung in Webservern fand
- PHP – die verbreitetste Skriptsprache auf Webservern; wurde direkt für diese Aufgabe konzipiert
- Python – kann mit einem Webserver verbunden oder mit einem eigenständigen Webserver genutzt werden
- Ruby – wird entweder über CGI oder mit mod_ruby ausgeführt, zunehmend auch unter Benutzung von Ruby on Rails
- Visual Basic Script – Skriptsprache von Microsoft, z. B. mit Active Server Pages (ASP)